# Vahi (Harku)
Vahi is een plaats in de Estlandse gemeente Harku, provincie Harjumaa. De plaats heeft de status van dorp (Estisch: küla).

## Bevolking
Het dorp had 100 inwoners op 31 december 2011 en 176 inwoners op 31 december 2021.

## Ligging
De sterk meanderende rivier Vääna loopt door Vahi en valt gedeeltelijk samen met de noordoostelijke grens van het dorp.